# Festiwal Muzyki Filmowej w Krakowie
Festiwal Muzyki Filmowej w Krakowie – jeden z najważniejszych festiwali muzyki filmowej w Europie i na świecie. Festiwal organizowany przez Krakowskie Biuro Festiwalowe oraz RMF Classic. Prezentuje muzykę tworzoną na potrzeby kina. Widowiska muzyczno-filmowe wyróżniają się śmiałością produkcyjną, innowacyjnością w sferze technologii dźwięku i obrazu. Podczas festiwalu odbywają się retrospektywy i koncerty galowy, koncerty monograficzne znanych kompozytorów muzyki filmowej, widowiska muzyczno-filmowe.

## Historia
Festiwal stawia sobie za zadanie konsolidowanie środowisk kompozytorskich, muzycznych i filmowych poprzez budowę wieloletnich projektów muzyczno-filmowych. Współpracuje m.in. z Festiwalem Fimucitè z Teneryfy, orkiestrą Sinfonietta Cracovia oraz Filharmonią im. K. Szymanowskiego w Krakowie, Gremi Film Production. Wraz z Columbia Artists Management i Howardem Shore organizatorzy festiwalu zorganizowali pokaz całości trylogii Petera Jacksona z muzyką wykonywaną na żywo.
W stolicy Małopolski podczas FMF pojawiło się 170 kompozytorów z całego świata, w tym topowe nazwiska z Hollywood. Byli to zdobywcy Oscara: Elliot Goldenthal, Tan Dun, Howard Shore, Jan A.P. Kaczmarek.

Widzowie FMF mogli spotkać się także z takimi twórcami jak: Joe Hisaishi, Shigeru Umebayashi, Don Davis, Alberto Iglesias, Trevor Morris, Michał Lorenc, Wojciech Kilar, Reinhold Heil, Jonny Klimek, Abel Korzeniowski, Eric Serra. Kraków odwiedzili również Ramin Djawadi, Garry Schyman, Johan Söderqvist, Dario Marianelli, Patrick Doyle, Gustavo Santaloalla, a także Hans Zimmer.

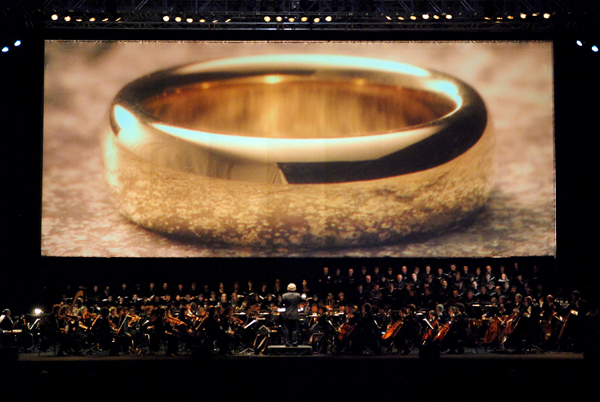
Finał 1. Festiwalu Muzyki Filmowej w Krakowie

- W 2008 r. gościem szczególnym Festiwalu był Éric Serra, w 2009 r. Kraków odwiedzili m.in.: Tan Dun, Reinhold Heil, Tom Tykwer, Johnny Klimek, Jan A.P. Kaczmarek, Diego Navarro i inni.
- Od 2010 roku koncerty festiwalowe odbywają się w hali ocynowni ArcelorMittal Poland. Wystąpili wówczas Tan Dun, Leszek Możdżer i inni. Gośćmi specjalnymi 3 edycji byli Shigeru Umebayashi i Howard Shore.
- W 2011 roku, festiwal trwał cztery dni. Festiwal zainaugurował Joe Hisaishi, a w programie dalszych dni znalazła się muzyka Masashi Hamauzu, Bartosza Chajdeckiego, a także projekcja filmu Piraci z Karaibów: Klątwa Czarnej Perły z muzyką graną symultanicznie na żywo.
- W 2012 roku festiwal został skrócony do trzech dni. Widzowie mogli obejrzeć projekcję filmu Pachnidło Toma Tykwera z muzyką wykonywaną na żywo, uczestniczyć w uroczystej gali z okazji 80. urodzin Wojciecha Kilara, a także wysłuchać Symfonii Biomechanicznej Elliota Goldenthala wykonywanej na żywo do fragmentów filmów.
- W 2013 roku festiwal trwał cztery dni. Gościł Alberto Iglesiasa- kompozytora współpracującego z Pedro Almodóvarem. Zaprezentowane zostały światowe prawykonania muzyki do filmów tego reżysera. Kolejnymi gośćmi festiwalu byli m.in.: Ernst Reijseger, Trevor Morris, Abel Korzeniowski, Jan A.P. Kaczmarek, Diego Navarro, Alberto Iglesias, Don Davis, James Newton Howard, Michał Lorenc, Craig Armstrong. W ostatnim dniu zaprezentowano symultaniczne wykonanie koncertowe produkcji amerykańsko-australijskiej: Matrix. Gościem honorowym wydarzenia i równocześnie dyrygentem był Don Davis.
- W 2014 roku w programie festiwalu znalazły się produkcje koncertowe takie jak: Kon-Tiki: Dalekomorska wyprawa z udziałem kompozytora Johana Söderqvista, James Bond gościnnie z Esther Ovejero oraz Diego Navarro, Gladiator z muzyką Hansa Zimmera, a także miała miejsce Międzynarodowa Gala Muzyki Filmowej z okazji 100-lecia ASCAP, na której gościł Gustavo Santaolalla.
- W 2015 roku trzon festiwalu stanowiło 10 koncertów głównych, w tym przegląd ścieżek dźwiękowych światowego kina i multimediów, od najpopularniejszych soundtracków video games, przez tematy słynnych seriali telewizyjnych, aż do muzyczno-filmowych arcydzieł inspirowanych twórczością Szekspira. Całość uzupełniło 25 wydarzeń towarzyszących. Po raz pierwszy w historii Festiwalu zorganizowane zostało autorskie spotkanie gwiazdy Hollywood z publicznością – ze swoimi fanami rozmawiał zdobywca Oscara: Elliot Goldenthal. Artysta został nagrodzony przyznaną po raz pierwszy Nagrodą im. Wojciecha Kilara. Festiwalowe koncerty poprowadziło ośmiu mistrzów: Diego Navarro, Ludwig Wicki, Jeff Beal, Trevor Morris, Alexander Liebreich, Christian Schumann, Terry Davies i Monika Bachowska.
- W 2016 roku odbyło się 10 koncertów, w tym sześć galowych, prowadzonych przez dwunastu wybitnych dyrygentów, m.in. Dirk Brossé, Frank Strobel, Ludwig Wicki, Anthony Weeden i Marek Moś. Festiwal gościł stu siedemdziesięciu polskich i zagranicznych gości z branży filmowej oraz pięćdziesięciu kompozytorów związanych z ekranem, w tym dwóch zdobywców Oscara: Alexandre Desplat i Jan A.P. Kaczmarek. W programie znalazły się takie pozycje jak Gala Muzyki Filmowej poświęcona animacjom, Scoring4Polański z udziałem reżysera, Video Game Show z muzyką do gry Wiedźmin 3 Dziki Gon oraz Indiana Jones: Poszukiwacze zaginionej Arki – film z muzyką na żywo.
- Dziewięć edycji zgromadziło ponad 190 000 widzów i 182 festiwalowe wydarzenia[1].

## Edukacja Festiwalu Muzyki Filmowej w Krakowie
- FMF4kids

Włączając najmłodszych odbiorców kultury, Festiwal Muzyki Filmowej w Krakowie konsekwentnie rozwija linię programową dedykowaną dzieciom i młodzieży. We współpracy z wydawcami powstają specjalne aranżacje muzyki filmowej na orkiestry młodzieżowe, a w 2014 r. zainaugurowana została FMF YouthOrchestra. W ramach nurtu FMF4kids odbywają się również warsztaty dla dzieci, poranki filmowe i koncerty z muzyką do kultowych bajek.
- Forum Audiowizualne

Przy festiwalu powstało tzw. Forum Audiowizualne–platforma edukacyjna dla młodych kompozytorów, którzy zamierzają budować swoją karierę na międzynarodowym rynku usług filmowych. Pod okiem specjalistów i ekspertów z Hollywood młodzi kompozytorzy uczą się tajników kompletnego procesu tworzenia ścieżki dźwiękowej na wszystkich etapach jej powstawania, a także zgłębiają zagadnienia związane ze specyfiką muzyki funkcjonalnej w odniesieniu do zasad rynku audiowizualnego i globalnego przemysłu filmowego. Na Forum Audiowizualne składają się tzw. Master Classes, ale także panele dyskusyjne i spotkania z uznanymi kompozytorami.

## FMF dla młodych
Festiwal organizuje również międzynarodowy konkurs dla młodych kompozytorów rywalizujących o statuetkę Young Talent Award oraz o prawo wykonania zwycięskiej suity podczas prestiżowej gali finałowej.

## Inne Inicjatywy
- alterFMF

Festiwal Muzyki Filmowej eksploruje muzykę do gier video, animacji, seriali – dostrzegając istotny wzrost znaczenia tych sektorów audiowizualnych, ale także ważny nurt alternatywnego kina i niszowej muzyki różnych gatunków.
- FMF Responsible/EKOFMF

Festiwal Muzyki Filmowej prowadzi akcje charytatywne z UNICEF i hospicjami Krakowa, wspomaga uczestnictwo w kulturze osób niepełnosprawnych. Wspólnie z Fundacją 7 Zmysł organizuje audio deskrypcję dla osób niedowidzących i niewidomych. Festiwal jest dostępny dla wszystkich, w tym także dla grup defaworyzowanych.
- Nagroda Kilara

Od 2015 roku w ramach Festiwalu przyznawana jest Nagroda Kilara. Nagroda została ustanowiona przez Prezydentów Krakowa i Katowic. Wręczana jest wyjątkowym i oryginalnym kompozytorom muzyki filmowej za całokształt twórczości.

## Nagrody i wyróżnienia
Festiwal Muzyki Filmowej za swoją innowacyjność nominowany został do Nagrody Mediów Niptel za rok 2008. Akademia doceniła organizatorów za odwagę stworzenia imprezy o międzynarodowym zasięgu i poziomie oraz ciekawe i umiejętne zaprezentowanie muzyki tworzonej do obrazu. Portal Muzykafilmowa.pl ogłosił festiwal Wydarzeniem Roku.
W 2011 roku Festiwal nagrodzono statuetką Złotego Słonecznika 2011 za najbardziej wartościową inicjatywę dla dzieci do 14 roku życia (kategoria Muzyka). W 2012 roku Krakowskie Biuro Festiwalowe otrzymało nagrodę główną Tenerife International Film Music Festival Award (FIMUCITÉ) za organizację FMF.

## Program Festiwalu

### 2008
| 1. Festiwal Muzyki Filmowej | 1. Festiwal Muzyki Filmowej | 1. Festiwal Muzyki Filmowej | 1. Festiwal Muzyki Filmowej | 1. Festiwal Muzyki Filmowej                  | 1. Festiwal Muzyki Filmowej                                                       | 1. Festiwal Muzyki Filmowej | 1. Festiwal Muzyki Filmowej |
| Rok                         | Data                        | Koncert | Twórcy | Miejsce                                      | Wykonawcy                                                                         | Orkiestra                   | Dyrygent                    |
| --------------------------- | --------------------------- | --- | --- | -------------------------------------------- | --------------------------------------------------------------------------------- | --------------------------- | --------------------------- |
| 2008                        | 29.05                       | Muzyka kompozytorów europejskich, polskich i amerykańskich | Camille Saint-Saëns, Maurice Jarre, Nino Rota, Ennio Morricone, Andrzej Korzyński, Michał Lorenc, Wojciech Kilar, Zbigniew Preisner, Van den Budenmayer, Elmer Bernstein, Jerry Goldsmith, James Horner, John Williams | Filharmonia im. K. Szymanowskiego w Krakowie | Elżbieta Towarnicka, Robert Kabara                                                | Sinfonietta Cracovia        | Kaspar Zehnder              |
| 2008                        | 30.05                       | Rico’s Gang Suicie – Proctor z filmu Nikita The Big Blue Overture, La Raya, My Lady Blue, Homo Delphinus, Let Them Try z filmu Wielki Błękit Five Millennia Later, Little Light of Love z filmu Piąty Element Golden-Eye Ouverture z filmu Golden-Eye It’s Only Mystery oraz Congabass z filmu Metro Leon the Cleaner – Noon z filmu Leon Zawodowiec Talk to Him z filmu Joanna d’Arc Bogo Matassalaï z filmu Artur i Minimki'' | Éric Serra | Krakowskie Błonia                            | Thierry Éliez, Émile Parisien, Jim Grandcamp, Jon Grandcamp, Sydney Thiam         | –                           | –                           |
| 2008                        | 31.05                       | Władca Pierścieni – Drużyna Pierścienia | Howard Shore | Krakowskie Błonia                            | Kaitlyn Lusk, Chór chłopięcy Pueri Cantores Sancti Nicolai, Chór Pro Musica Mundi | Sinfonietta Cracovia        | Ludwig Wicki                |

### 2009
| 2. Festiwal Muzyki Filmowej | 2. Festiwal Muzyki Filmowej | 2. Festiwal Muzyki Filmowej | 2. Festiwal Muzyki Filmowej              | 2. Festiwal Muzyki Filmowej                      | 2. Festiwal Muzyki Filmowej                                        | 2. Festiwal Muzyki Filmowej                                       | 2. Festiwal Muzyki Filmowej |
| Rok                         | Data                        | Koncert | Twórcy                                   | Miejsce                                          | Wykonawcy                                                          | Orkiestra                                                         | Dyrygent                    |
| --------------------------- | --------------------------- | --- | ---------------------------------------- | ------------------------------------------------ | ------------------------------------------------------------------ | ----------------------------------------------------------------- | --------------------------- |
| 2009                        | 21.05                       | Cheek to Cheek (Fred Astaire), Cosi Cosa (A Night at the Opera),Mein Bruder macht beim Tonfilm die Geräusche, Wenn ich Sonntags in mein Kino geh’ (Ich bei Tag und du bei Nacht), All god’s children (A day at the Races – Marx Brothers), Ninon (Ein Lied für dich), Speak low (One Touch of Venus), Vivere oder Parla mi d’amore (włoska muzyka filmowa), Night and Day (The man who came to dinner) | –                                        | Opera Krakowska                                  | Max Raabe & Palast Orchester                                       | –                                                                 | –                           |
| 2009                        | 21.05                       | Iron Man Suite, Spiderman 3 Suite, Matrix Suite, Pachnidło | Tom Tykwer, Reinhold Heil, Johnny Klimek | Krakowskie Błonia                                | Karolina Gorgol, Chór Polskiego Radia                              | Sinfonietta Cracovia                                              | Diego Navarro               |
| 2009                        | 22.05                       | Suity z filmów Marzyciel, Niewierna, Wojna i Pokój, Quo Vadis, City Island | Jan A.P. Kaczmarek                       | Filharmonia im. Karola Szymanowskiego w Krakowie | Sussan Deyhim                                                      | Orkiestra i chór Filharmonii im. Karola Szymanowskiego w Krakowie | Paweł Przytocki             |
| 2009                        | 22.05                       | Crounching tiger concerto (Przyczajony tygrys, ukryty smok), The Map | Tan Dun                                  | Krakowskie Błonia                                | Ma Xiang Hua, Bartosz Koziak                                       | Orkiestra Aukso                                                   | Tan Dun                     |
| 2009                        | 23.05                       | Władca pierścieni – Dwie wieże | Howard Shore                             | Krakowskie Błonia                                | Kaitlin Lusk, Pueri Cantores Sancti Nicolai, Chór Pro Musica Mundi | Sinfonietta Cracovia                                              | Ludwig Wicki                |

### 2010
| 3. Festiwal Muzyki Filmowej | 3. Festiwal Muzyki Filmowej | 3. Festiwal Muzyki Filmowej                                             | 3. Festiwal Muzyki Filmowej | 3. Festiwal Muzyki Filmowej        | 3. Festiwal Muzyki Filmowej                                                                                         | 3. Festiwal Muzyki Filmowej         | 3. Festiwal Muzyki Filmowej |
| Rok                         | Data                        | Koncert                                                                 | Twórcy                      | Miejsce                            | Wykonawcy | Orkiestra                           | Dyrygent                    |
| --------------------------- | --------------------------- | ----------------------------------------------------------------------- | --------------------------- | ---------------------------------- | --- | ----------------------------------- | --------------------------- |
| 2010                        | 20.05                       | Youtube Internet Symphony „Eroica”, The Hero Concerto, Banquet Concerto | Tan Dun & Leszek Możdżer    | hala ocynowni ArcelorMittal Poland | Leszek Możdżer, Lü Siqing, Lu Xiaozi, Chór Pro Musica Mundi                                                         | Sinfonietta Cracovia                | Tan Dun                     |
| 2010                        | 21.05                       | Walt Disney – Królestwo Muzyki                                          | –                           | Kijów Centrum                      | Natalia Kukulska, Kuba Molęda, Karolina Trębacz, Łukasz Dziedzic, Akademicki Chór Politechniki Śląskiej w Gliwicach | Orkiestra Akademii Beethovenowskiej | Michał Dworzyński           |
| 2010                        | 21.05                       | Latające sztylety: Shigeru Umebayashi                                   | Shigeru Umebayashi          | hala ocynowni ArcelorMittal Poland | Ewa Małas-Godlewska, Sandro Friedrich, Chór Polskiego Radia                                                         | Orkiestra Aukso                     | Benjamin Wallfisch          |
| 2010                        | 22.05                       | Władca Pierścieni: Powrót Króla                                         | Howard Shore                | hala ocynowni ArcelorMittal Poland | Kaitlyn Lusk, Chór chłopięcy Pueri Cantores Sancti Nicolai, Chór Pro Musica Mundi                                   | Sinfonietta Cracovia                | Ludwig Wicki                |

### 2011
| 4. Festiwal Muzyki Filmowej | 4. Festiwal Muzyki Filmowej | 4. Festiwal Muzyki Filmowej                                                        | 4. Festiwal Muzyki Filmowej | 4. Festiwal Muzyki Filmowej        | 4. Festiwal Muzyki Filmowej                                                                                              | 4. Festiwal Muzyki Filmowej                            | 4. Festiwal Muzyki Filmowej |
| Rok                         | Data                        | Koncert                                                                            | Twórcy                      | Miejsce                            | Wykonawcy | Orkiestra                                              | Dyrygent                    |
| --------------------------- | --------------------------- | ---------------------------------------------------------------------------------- | --------------------------- | ---------------------------------- | --- | ------------------------------------------------------ | --------------------------- |
| 2011                        | 19.05                       | Wielkie Otwarcie Festiwalu – Joe Hisaishi                                          | Joe Hisaishi                | hala ocynowni ArcelorMittal Poland | Chór Filharmonii im. K. Szymanowskiego w Krakowie                                                                        | Sinfonietta Cracovia                                   | Joe Hisaishi                |
| 2011                        | 20.05                       | Distant Worlds: music from FINAL FANTASY i Wiedźmin 2 – premierowe wykonanie suity | Masashi Hamauzu             | hala ocynowni ArcelorMittal Poland | Anna Ciuła Pehlken, Andrzej Lampert, Jarosław Bodakowski, Michał Nagy, Chór Filharmonii im. K. Szymanowskiego w Krakowie | Orkiestra Filharmonii im. K. Szymanowskiego w Krakowie | Arnie Roth                  |
| 2011                        | 21.05                       | Piraci z Karaibów: Klątwa Czarnej Perły                                            | Klaus Badelt                | hala ocynowni ArcelorMittal Poland | Chór Pro Musica Mundi | Sinfonietta Cracovia                                   | Richard Kaufman             |
| 2011                        | 22.05                       | Czas honoru                                                                        | Bartosz Chajdecki           | hala ocynowni ArcelorMittal Poland | Anna Witczak, Jarosław Śmietana, Dominik Wania, Paweł Solecki, Wojciech Fedkowicz, Michał Woźniak, Chór Polskiego Radia  | Orkiestra Aukso                                        | Diego Navarro               |

### 2012
| 5. Festiwal Muzyki Filmowej | 5. Festiwal Muzyki Filmowej | 5. Festiwal Muzyki Filmowej                                             | 5. Festiwal Muzyki Filmowej                                                  | 5. Festiwal Muzyki Filmowej        | 5. Festiwal Muzyki Filmowej | 5. Festiwal Muzyki Filmowej                    | 5. Festiwal Muzyki Filmowej |
| Rok                         | Data                        | Koncert                                                                 | Twórcy                                                                       | Miejsce                            | Wykonawcy | Orkiestra                                      | Dyrygent                    |
| --------------------------- | --------------------------- | ----------------------------------------------------------------------- | ---------------------------------------------------------------------------- | ---------------------------------- | --- | ---------------------------------------------- | --------------------------- |
| 2012                        | 24.05                       | Pachnidło: Historia Mordercy                                            | Tom Tykwer, Reinhold Heil, Johnny Klimek                                     | hala ocynowni ArcelorMittal Poland | Chór Filharmonii im. K. Szymanowskiego w Krakowie, Chór Pro Musica Mundi, Karolina Gorgol-Zaborniak                             | Sinfonietta Cracovia                           | Ludwig Wicki                |
| 2012                        | 25.05                       | Wojciech Kilar. Uroczysta Gala z okazji 80. urodzin kompozytora         | Wojciech Kilar                                                               | hala ocynowni ArcelorMittal Poland | Iwona Hossa, Marek Szlezer, Chór Polskiego Radia                                                                                | Narodowa Orkiestra Symfoniczna Polskiego Radia | José Maria Florêncio        |
| 2012                        | 26.05                       | Obcy – Symfonia Biomechaniczna. Kino Sztuki i Krwi Elliota Goldenthala. | Elliot Goldenthal, Jerry Goldsmith, James Horner, John Frizzell, Brian Tyler | hala ocynowni ArcelorMittal Poland | Joanna Słowińska, Ernesto Anaya, Pancho Navarro, Camilo Nu, Chór chłopięcy Pueri Cantores Sancti Nicolai, Chór Pro Musica Mundi | Sinfonietta Cracovia                           | Diego Navarro               |

### 2013
| 6. Festiwal Muzyki Filmowej | 6. Festiwal Muzyki Filmowej | 6. Festiwal Muzyki Filmowej                                                       | 6. Festiwal Muzyki Filmowej | 6. Festiwal Muzyki Filmowej        | 6. Festiwal Muzyki Filmowej                                                                                  | 6. Festiwal Muzyki Filmowej                    | 6. Festiwal Muzyki Filmowej |
| Rok                         | Data                        | Koncert                                                                           | Twórcy | Miejsce                            | Wykonawcy | Orkiestra                                      | Dyrygent                    |
| --------------------------- | --------------------------- | --------------------------------------------------------------------------------- | --- | ---------------------------------- | --- | ---------------------------------------------- | --------------------------- |
| 2013                        | 26.09                       | Alberto Iglesias. Muzyczne ujęcia                                                 | Alberto Iglesias | Filharmonia Krakowska              | Carlos Mena, Agata Szymczewska, Mariusz Pędziałek, AUKSO Orchestra                                           | AUKSO Orchestra                                | Marek Moś                   |
| 2013                        | 27.09                       | Homo Spiritualis. Muzyczna podróż do jaskini snów Werner Herzog & Ernst Reijseger | Ernst Reijseger | Kościół św. Katarzyny w Krakowie   | Ernst Reijseger, Mola Sylla, Harmen Fraanje, Cuncordu e Tenore de Orosei Chór kameralny Capella Cracoviensis | Capella Cracoviensis                           | Wolfang Kläsener            |
| 2013                        | 27.09                       | Dreamland – Głosy Islandii                                                        | Valgeir Sigurðsson | Małopolski Ogród Sztuki w Krakowie | Nadia Sirota, Liam Byrne, Valgeir Sigurðsson                                                                 | FMF Chamber Orchestra                          | Piotr Wajrak                |
| 2013                        | 28.09                       | Wielka Gala Muzyki Filmowej. 10 kompozytorów na 10-lecie RMF Classic              | Trevor Morris, Abel Korzeniowski, Jan A.P. Kaczmarek, Diego Navarro, Alberto Iglesias, Don Davis, James Newton Howard, Michał Lorenc, Craig Armstrong | hala ocynowni ArcelorMittal Poland | Narodowa Orkiestra Symfoniczna Polskiego Radia, Chór Pro Musica Mundi                                        | Narodowa Orkiestra Symfoniczna Polskiego Radia | Gavin Greenaway             |
| 2013                        | 29.09                       | Wielki finał: Matrix Live – Film in Concert                                       | Don Davis | hala ocynowni ArcelorMittal Poland | AUKSO Orchestra                                                                                              | AUKSO Orchestra                                | Don Davis                   |

### 2014
| 7. Festiwal Muzyki Filmowej | 7. Festiwal Muzyki Filmowej | 7. Festiwal Muzyki Filmowej                                        | 7. Festiwal Muzyki Filmowej                                                                         | 7. Festiwal Muzyki Filmowej        | 7. Festiwal Muzyki Filmowej | 7. Festiwal Muzyki Filmowej              | 7. Festiwal Muzyki Filmowej |
| Rok                         | Data                        | Koncert                                                            | Twórcy                                                                                              | Miejsce                            | Wykonawcy | Orkiestra                                | Dyrygent                    |
| --------------------------- | --------------------------- | ------------------------------------------------------------------ | --------------------------------------------------------------------------------------------------- | ---------------------------------- | --- | ---------------------------------------- | --------------------------- |
| 2014                        | 25.09                       | FMF 4 Kids: Bolek i Lolek Symfonicznie                             | –                                                                                                   | Kino Kijów. Centrum                | Orkiestra Akademii Beethovenowskiej | Orkiestra Akademii Beethovenowskiej      | Sebastian Perłowski         |
| 2014                        | 25.09                       | Kon-Tiki: Dalekomorska Wyprawa                                     | Johan Söderqvist, Matthijs Kieboom, Aage Aaberge, Petter Skavlan, Thor Joachim Haga                 | hala ocynowni ArcelorMittal Poland | Sinfonietta Cracovia, Petter Berndalen                                                                                                  | Sinfonietta Cracovia                     | Christian Schumann          |
| 2014                        | 25.09                       | alterFMF: Europa Train Score                                       | –                                                                                                   | Małopolski Ogród Sztuki w Krakowie | Józef Skrzek, Adam Pierończyk, Marek Chołoniewski, Michał Dymny, Marcin Oleś, Jan Pilch, Jakub Rutkowski, Wiktor Krzak, Michał Gorczyca | –                                        | CzeT Minkus                 |
| 2014                        | 26.09                       | alterFMF: GameOn / Duomo-Ignition                                  | Grzegorz Skórczewski/Łukasz NOX Pieprzyk, Garry Schyman                                             | Małopolski Ogród Sztuki w Krakowie | Sara Andon, Airis Quartet & Amadrums Trio, Łukasz Pieprzyk                                                                              | –                                        | Wolfang Kläsener            |
| 2014                        | 26.09                       | 007. The Best of James Bond                                        | –                                                                                                   | Kraków Arena                       | Justyna Steczkowska, Zbigniew Wodecki, Aga Zaryan, Monika Borzym, Damian Ukeje, Natalia Nykiel, Lorena Garcia, Skubas, Esther Ovejero   | Orkiestra Filharmonii Krakowskiej        | Diego Navarro               |
| 2014                        | 27.09                       | Gladiator Live in Concert                                          | Hans Zimmer                                                                                         | Kraków Arena                       | Kaitlyn Lusk, Chór Pro Musica Mundi | Sinfonietta Cracovia                     | Ludwig Wicki                |
| 2014                        | 27.09                       | alterFMF: Trzaska gra Smarzowskiego                                | Mikołaj Trzaska                                                                                     | Małopolski Ogród Sztuki w Krakowie | Mikołaj Trzaska, Orkiestra Klezmerska Teatru Sejneńskiego                                                                               | Orkiestra Klezmerska Teatru Sejneńskiego | –                           |
| 2014                        | 28.09                       | FMF 4 Kids: Młodzi na poważnie                                     | –                                                                                                   | Filharmonia Krakowska              | FMF Youth Orchestra | FMF Youth Orchestra                      | Monika Bachowska            |
| 2014                        | 28.09                       | Międzynarodowa Gala Muzyki Filmowej: FMF świętuje 100-lecie ASCAPu | Hans Zimmer, Gustavo Santaolalla, Dario Marianelli, Elliot Goldenthal, Patrick Doyle, Garry Schyman | hala ocynowni ArcelorMittal Poland | Hans Zimmer, Sara Andon, Leszek Możdżer, Czarina Russell, Aleksander Milwiw                                                             | Orkiestra Akademii Beethovenowskiej      | Diego Navarro               |

### 2015
| 8. Festiwal Muzyki Filmowej | 8. Festiwal Muzyki Filmowej | 8. Festiwal Muzyki Filmowej         | 8. Festiwal Muzyki Filmowej | 8. Festiwal Muzyki Filmowej   | 8. Festiwal Muzyki Filmowej | 8. Festiwal Muzyki Filmowej                                                                       | 8. Festiwal Muzyki Filmowej |
| Rok                         | Data                        | Koncert                             | Twórcy | Miejsce                       | Wykonawcy | Orkiestra                                                                                         | Dyrygent                    |
| --------------------------- | --------------------------- | ----------------------------------- | --- | ----------------------------- | --- | ------------------------------------------------------------------------------------------------- | --------------------------- |
| 2015                        | 27.05                       | Video Game Show: Critical Hit       | Wally Beben, Junichi Masuda, Martin O’Donnell, Kōji Kondō, Ari Pulkkinen, Takashi Tateishi, Nobuo Uematsu, Jason Hayes, Greg Edmonson, Trevor Morris, Jeremy Soule, Russell Brower, Derek Duke, Glenn Stafford, Joseph Lawrence, Neal Acree, Laurence Juber, Edo Guidotti, Peter McConnell, Masato Nakamura, Hikaru Utada, Glenn Stafford, Harry Gregson-Williams | Kino Kijów. Centrum           | Michael Gluck, Sara Andon, Salome Scheidegger, Kevin Dooley, Tina Guo, Caroline Campbell, Natalia Brzozowska, Aleksander Milwiw-Baron | –                                                                                                 | –                           |
| 2015                        | 28.05                       | Gala Muzyki Polskiej: Scoring4Wajda | Stanisław Radwan, Wojciech Kilar, Zygmunt Konieczny, Krzysztof Komeda, Andrzej Korzyński, Paweł Mykietyn, Krzysztof Penderecki | Centrum Kongresowe ICE Kraków | Narodowa Orkiestra Symfoniczna Polskiego Radia, Chór Filharmonii im. K. Szymanowskiego w Krakowie                                     | Narodowa Orkiestra Symfoniczna Polskiego Radia, Chór Filharmonii im. K. Szymanowskiego w Krakowie | Alexander Liebreich         |
| 2015                        | 29.05                       | Szekspir Symfonicznie               | Nino Rota, Miklós Rózsa, Siergiej Prokofjew, Ennio Morricone, Patrick Doyle, Kenneth Branagh, Jocelyn Pook | Centrum Kongresowe ICE Kraków | Melanie Pappenheim, Jonathan Peter Kenny, Orkiestra Akademii Beethovenowskiej, Chór Filharmonii im. K. Szymanowskiego w Krakowie      | Orkiestra Akademii Beethovenowskiej, Chór Filharmonii im. K. Szymanowskiego w Krakowie            | Christian Schumann          |
| 2015                        | 30.05                       | Międzynarodowa Gala Seriali         | Ramin Djawadi, Trevor Morris, John Lunna, Jeff Beal, Bartosz Chajdecki, Łukasz Targosz, Atli Örvarsson | Tauron Arena Kraków           | Hilda Örvarsdóttir, Einar Selvik, Chór Polskiego Radia, Sinfonietta Cracovia                                                          | Chór Polskiego Radia, Sinfonietta Cracovia                                                        | Diego Navarro               |
| 2015                        | 30.05                       | FMF4kids: Grufołak                  | René Aubry | Centrum Kongresowe ICE Kraków | René Aubry, Orkiestra Filharmonii im. K. Szymanowskiego w Krakowie                                                                    | Orkiestra Filharmonii im. K. Szymanowskiego w Krakowie                                            | Terry Davies                |
| 2015                        | 30.05                       | FMF4kids: Młodzi na poważnie        | Michał Lorenc, Krzesimir Dębski, Diego Navarro, John Ottman, Alan Silvestri | Filharmonia Krakowska         | FMF Youth Orchestra | FMF Youth Orchestra                                                                               | Monika Bachowska            |
| 2015                        | 31.05                       | Bogowie – film z muzyką na żywo     | Bartosz Chajdecki | Centrum Kongresowe ICE Kraków | Bartosz Chajdecki | –                                                                                                 | –                           |
| 2015                        | 31.05                       | Star Trek – film z muzyką na żywo   | Michael Giacchino | Tauron Arena Kraków           | Chór Pro Musica Mundi, AUKSO – Orkiestra Kameralna Miasta Tychy                                                                       | Chór Pro Musica Mundi, AUKSO – Orkiestra Kameralna Miasta Tychy                                   | Ludwig Wicki                |

### 2016
| 9. Festiwal Muzyki Filmowej | 9. Festiwal Muzyki Filmowej | 9. Festiwal Muzyki Filmowej                                         | 9. Festiwal Muzyki Filmowej | 9. Festiwal Muzyki Filmowej     | 9. Festiwal Muzyki Filmowej                                                                                                   | 9. Festiwal Muzyki Filmowej                                   | 9. Festiwal Muzyki Filmowej     |
| Rok                         | Data                        | Koncert                                                             | Twórcy | Miejsce                         | Wykonawcy | Orkiestra                                                     | Dyrygent                        |
| --------------------------- | --------------------------- | ------------------------------------------------------------------- | --- | ------------------------------- | --- | ------------------------------------------------------------- | ------------------------------- |
| 2016                        | 24.05                       | Gala Muzyki Polskiej: Scoring4Polański                              | Wojciech Kilar, Krzysztof Komeda, Philippe Sarde, Ennio Morricone, Alexandre Desplat, Jerry Goldsmith | Sala koncertowa NOSPR, Katowice | Tomasz Stańko, Wioletta Chodowicz, Obara International Quartet                                                                | Narodowa Orkiestra Symfoniczna Polskiego Radia                | Dirk Brossé                     |
| 2016                        | 25.05                       | Gala Muzyki Polskiej: Scoring4Polański                              | Wojciech Kilar, Krzysztof Komeda, Philippe Sarde, Ennio Morricone, Alexandre Desplat, Jerry Goldsmith | Centrum Kongresowe ICE Kraków   | Tomasz Stańko, Wioletta Chodowicz, Obara International Quartet                                                                | Narodowa Orkiestra Symfoniczna Polskiego Radia                | Dirk Brossé                     |
| 2016                        | 26.05                       | Cinematic Piano                                                     | Aleksander Dębicz | Centrum Kongresowe ICE Kraków   | Aleksander Dębicz | –                                                             | –                               |
| 2016                        | 26.05                       | Wars & Kaper: Deconstruction                                        | Bronisław Kaper, Henryk Wars | Centrum Kongresowe ICE Kraków   | Audiofeeling, Paweł Kaczmarczyk                                                                                               | –                                                             | –                               |
| 2016                        | 27.05                       | Gala alterFMF: Drone Sounds                                         | Joseph Trapanese, Cliff Martinez, Jóhan Jóhannsson, Łukasz Targosz | Centrum Kongresowe ICE Kraków   | Jóhann Jóhannsson, Łukasz Targosz, Michel Deneuve, Caroline Ehret, Skuli Svergisson, Görkem Şen, Anna Karwan, Jacek Tarkowski | AUKSO Orkiestra Kameralna Miasta Tychy                        | Anthony Weeden, Joseph Trapanes |
| 2016                        | 28.05                       | Gala Muzyki Filmowej: Animacje                                      | John Powell, Harry Gregson-Williams, Heitor Pereira, Diego Navarro, Alexandre Desplat, Alan Menken, Stephen Schwartz, Robert Lopez, Kristen Anderson-Lopez, Emanuel Kiriakou, Stephen Flaherty, Howard Ashman | Tauron Arena Kraków             | Marcin Jajkiewicz, Magdalena Wasylik, Katarzyna Łaska, Wioletta Chodowicz, Edyta Górniak                                      | Chór Polskiego Radia, Orkiestra Akademii Beethovenowskiej     | Frank Strobel, Diego Navarro    |
| 2016                        | 29.05                       | Indiana Jones: Poszukiwacze zaginionej Arki – film z muzyką na żywo | John Williams | Tauron Arena Kraków             | Sinfonietta Cracovia | Sinfonietta Cracovia                                          | Ludwig Wicki                    |
| 2016                        | 29.05                       | Młodzi na poważnie: Animacje                                        | FMF Youth Orchestra | Filharmonia Krakowska           | FMF Youth Orchestra | FMF Youth Orchestra                                           | Monika Bachowska                |
| 2016                        | 30.05                       | Video Game Show: Wiedźmin 3 Dziki Gon                               | Marcin Przybyłowicz, Mikołaj Stroiński, Piotr Musiał | Tauron Arena Kraków             | Brodka, Wioletta Chodowicz, Robert Jaworski, Rafał Grząka, Amir Yaghamai, Percival                                            | Chór Pro Musica Mundi, AUKSO Orkiestra Kameralna Miasta Tychy | Marek Moś                       |